# Markersreuth
Markersreuth ist ein Gemeindeteil der Stadt Münchberg im Landkreis Hof (Oberfranken, Bayern). Die Gemarkung Markersreuth liegt teils im Gemeindegebiet von Münchberg, teils im Gemeindegebiet von Konradsreuth. Sie hat eine Fläche von 14,376 km² und ist in 1244 Flurstücke aufgeteilt, die eine durchschnittliche Fläche von 11556,28 m² haben. In ihr liegen neben dem namensgebenden Ort die Gemeindeteile Grund, Hammermühle, Jehsen, Modlitz, Reuthlas, Rothenmühle und Weißlenreuth. Zum Gemeindeteil Markersreuth zählt die Einöde Modlitzmühle.

## Geografie
Das Dorf liegt am Modlitzbach, einem linken Zufluss des Ulrichsbachs, und ist von Acker- und Grünland umgeben. Im Süden steigt das Gelände zum Hammerberg (593 m ü. NHN) an. Eine Gemeindeverbindungsstraße führt nach Modlitz zur Kreisstraße HO 25  (1,2 km nördlich) bzw. nach Grund (0,9 km südwestlich). Eine weitere Gemeindeverbindungsstraße führt nach Schotteneinzel zur Staatsstraße 2461 (1 km nordwestlich).

## Geschichte
Im Jahr 1373 erwarb der Nürnberger Burggraf Friedrich V. u. a. in Markersreuth Güter. In deren Rechtsnachfolge gehörten diese dem Fürstentum Kulmbach. 1517 erhielt dieses von Ernst und Hans von Waldenfels deren freieigenen Güter, Mannschaften und Gerechtigkeiten in Markersreuth.
Zur Realgemeinde Markersreuth gehörte Hammermühle, Modlitz, Modlitzmühle und Rothenmühle. Gegen Ende des 18. Jahrhunderts bestand Markersreuth aus 28 Anwesen. Die Hochgerichtsbarkeit sowie die Dorf- und Gemeindeherrschaft stand dem bayreuthischen Stadtrichteramt Münchberg zu. Grundherren waren
- das Kastenamt Münchberg: 1 Hof, 1 Dreiviertelhof, 9 Halbhöfe, 5 Viertelhöfe, 1 Mühle, 5 Tropfhäuser;
- die Hofkanzlei Bayreuth: 1 Dreiviertelhof, 3 Halbhöfe;
- die Rittergüter Ebnath und Schwarzenreuth: 1 Hof, 1 Häuslein.[7]

Von 1797 bis 1810 unterstand Markersreuth dem Justiz- und Kammeramt Münchberg. Nachdem im Jahr 1810 das Königreich Bayern das Fürstentum Bayreuth käuflich erworben hatte, wurde der Ort bayerisch. Infolge des Ersten Gemeindeedikts wurde 1812 der Steuerdistrikt Markersreuth gebildet. Zu diesem gehörten Grund, Hammermühle, Jehsen, Modlitz, Reuthlas, Rothenmühle und Weißlenreuth. Zugleich entstand die Ruralgemeinde Markersreuth, die deckungsgleich mit dem Steuerdistrikt war. Sie war in Verwaltung und Gerichtsbarkeit dem Landgericht Münchberg zugeordnet und in der Finanzverwaltung dem Rentamt Münchberg (1919 in Finanzamt Münchberg umbenannt). Acht Anwesen in Markersreuth unterstanden in der freiwilligen Gerichtsbarkeit dem Patrimonialgericht Grossenau. 1820 wurden von der Gemeinde Weißdorf Schallersgrün und Wulmersreuth überwiesen. Ab 1862 gehörte Markersreuth zum Bezirksamt Münchberg (1939 in Landkreis Münchberg umbenannt). Die Gerichtsbarkeit blieb beim Landgericht Münchberg (1879 in Amtsgericht Münchberg umgewandelt). Die Gemeindeteile Schallersgrün und Wulmersreuth wechselten bereits 1938 wieder zur Gemeinde Weißdorf. Die Gemeinde Markersreuth hatte 1964 eine Gebietsfläche von 10,052 km². Am 1. Juli 1972 kam die Gemeinde zum Landkreis Hof. Im Zuge der Gebietsreform in Bayern wurde die Gemeinde Markersreuth am 30. April 1978 aufgelöst: Grund, Hammermühle, Jehsen, Markersreuth und Rothenmühle wurden nach Münchberg eingemeindet, Modlitz, Reuthlas und Weißlenreuth nach Konradsreuth.

### Baudenkmäler
Baudenkmäler sind vier ortstypische Wohnstallhäuser mit Frackdach, teils mit Halbwalmdach und Fachwerkobergeschoss.
ehemaliges Baudenkmal
- Haus Nr. 20: Wohnstallbau mit strohgedecktem Satteldach, der Sturz der Haustür bezeichnet „JSW 1859“ (=Johann Simon Weiß), an der Stalltür die Bezeichnung „JSW 1855“. Giebel verschalt. Im Stall Kreuzgratgewölbe. – Großer Vierseithof; die zugehörige Satteldachscheune bezeichnet „JW Ano 1814“.[15]

### Einwohnerentwicklung
Gemeinde Markersreuth
| Jahr      | 1812  | 1840   | 1852   | 1855   | 1861   | 1867   | 1871   | 1875   | 1880   | 1885   | 1890   | 1895   | 1900   | 1905   | 1910   | 1919   | 1925   | 1933   | 1939   | 1946   | 1950   | 1952   | 1961   | 1970   |
| Einwohner | 591   | 974    | 990    | 982    | 993    | 976    | 991    | 999    | 987    | 944    | 873    | 828    | 825    | 779    | 778    | 748    | 725    | 677    | 553    | 796    | 787    | 717    | 573    | 526    |
| Häuser    | 110   |        |        |        |        |        | 144    |        |        | 139    | 140    |        | 134    |        |        |        | 132    |        |        |        | 107    |        | 119    |        |
| Quelle    | [ 8 ] | [ 17 ] | [ 17 ] | [ 17 ] | [ 18 ] | [ 19 ] | [ 20 ] | [ 21 ] | [ 22 ] | [ 23 ] | [ 24 ] | [ 17 ] | [ 25 ] | [ 17 ] | [ 26 ] | [ 17 ] | [ 27 ] | [ 17 ] | [ 17 ] | [ 17 ] | [ 28 ] | [ 17 ] | [ 11 ] | [ 29 ] |

Ort Markersreuth
| Jahr      | 001800 | 001812 | 001819 | 001861 | 001871 | 001885 | 001900 | 001925 | 001950 | 001961 | 001970 | 001987 |
| Einwohner | 184    | *226   | †251   | 202    | 187    | 147    | 160    | 178    | 160    | 115    | 101    | 96     |
| Häuser    | 34     | *40    |        |        |        | 23     | 26     | 29     | 24     | 25     |        | 26     |
| Quelle    | [ 30 ] | [ 8 ]  | [ 31 ] | [ 18 ] | [ 20 ] | [ 23 ] | [ 25 ] | [ 27 ] | [ 28 ] | [ 11 ] | [ 29 ] | [ 1 ]  |

## Religion
Markersreuth ist bis heute nach St. Martin (Ahornberg) gepfarrt und seit der Reformation evangelisch-lutherisch geprägt.